# Lijst van Vlaamse ministers van Jeugd
Dit is een lijst van ministers van Jeugd in de Vlaamse regering. 
De bevoegdheid 'Jeugd' is een gemeenschapsbevoegdheid die doorgaans gecombineerd wordt met de bevoegdheid 'Brussel'. De regering-Dewael (1999-2003) was de eerste Vlaamse regering met de bevoegdheid 'Jeugd' met Bert Anciaux (VU) als eerste Vlaamse minister van Jeugd. De huidige minister is Melissa Depraetere (Vooruit).

## Lijst
| Nr. | Minister | Minister                        | Partij | Partij     | Begin             | Einde             | Regering(en)       |
| --- | -------- | ------------------------------- | ------ | ---------- | ----------------- | ----------------- | ------------------ |
| 1   |          | Bert Anciaux (1959)             |        | VU         | 13 juli 1999      | 2 juli 2002       | Dewael             |
| 2   |          | Paul Van Grembergen (1937-2016) |        | VU/ Spirit | 3 juli 2002       | 20 juli 2004      | Dewael, Somers     |
| (1) |          | Bert Anciaux (1959)             |        | Spirit     | 20 juli 2004      | 13 juli 2009      | Leterme, Peeters I |
| 3   |          | Pascal Smet (1967)              |        | sp.a       | 13 juli 2009      | 25 juli 2014      | Peeters II         |
| 4   |          | Sven Gatz (1967)                |        | Open Vld   | 25 juli 2014      | 18 juli 2019      | Bourgeois, Homans  |
| 5   |          | Lydia Peeters (1969)            |        | Open Vld   | 18 juli 2019      | 2 oktober 2019    | Homans             |
| 6   |          | Benjamin Dalle (1982)           |        | CD&V       | 2 oktober 2019    | 30 september 2024 | Jambon             |
| 7   |          | Melissa Depraetere (1992)       |        | Vooruit    | 30 september 2024 | heden             | Diependaele        |